# Словарь бильярдных терминов
Ниже представлен список наиболее часто используемых в бильярде терминов и понятий. Большинство из этих терминов являются неофициальными.

## Основные определения
| 0—9 А Б В Г Д Е Ё Ж З И К Л М Н О П Р С Т У Ф Х Ц Ч Ш Щ Э Ю Я |

### А
- Абрико́ль (в русском бильярде) — удар, при котором биток попадает сначала в борт, а затем в прицельный шар.
- Алагер (фр. à la guerre) — игра, где у каждого соперника свой шар. (Игра в два шара)[1]
- Американка — популярное неофициальное название свободной пирамиды.
- Английский бильярд — разновидность бильярдной игры.
- Арктика — разновидность игры в Алагер
- Артистический бильярд — разновидность бильярдной игры, в которой применяются исключительно трикшоты.
- Атака (общ., кроме карамболя и его разновидностей) — удар по битку (далее — просто удар) с целью забития прицельного шара (а в некоторых видах бильярда и битка) в лузу.

### Б
- Батифон — игра в два шара, когда один игрок играет против всех.
- Биллия (карамболь) — серия ударов, сделанных до первой ошибки, то есть, пока правильно падают шары в лузы, делаются карамболи или набираются очки в кегли.
- Бито́к (общ.) — шар (в пуле и снукере — белого цвета, в пирамиде — различных оттенков жёлтого, красного или коричневого цвета), которым выполняется удар по прицельному шару. Исключение при использовании битка встречается в Пирамиде Свободной (прежнее название — Американка), где битком может выступать любой из шаров на столе, и в некоторых видах карамболя и в английском бильярде, где каждый из игроков использует в качестве битка исключительно один и тот же шар (из двух светлых шаров, присутствующих на карамбольном столе — то есть белый шар с точками (или светло-жёлтый) является битком для одного игрока, а чисто белый шар — битком другого игрока. Удар кием по чужому битку при этом является фолом).
- Бо́лкерная линия (англ. baulk line) (в снукере) — линия, прочерченная ближе к концу игрового стола; площадь, обозначенная ей, занимает ровно ¼ от всей длины стола; болкерная линия не несёт какого-либо определённого значения для основного варианта снукера, однако существенно влияет на игру в его разновидности, именуемой Power Snooker. Область за болкерной линией в данном варианте игры называется «PowerZone». Если биток находится в пределах «PowerZone», и игрок забивает любой шар, то сумма полученных очков удваивается.
- Бо́лкерные шары (в снукере) — шары находящиеся на болкерной линии: жёлтый, коричневый, зелёный.
- Брейк (англ. break) (в снукере) — см. Серия
- Британский пул[англ.] — британская разновидность пула.

### В
- Винт (общ.) —
  1. Вращательное движение шара в результате удара. Существует четыре основных вида винтов — левый, правый, верхний («накат»), нижний («оттяжка»), а также их комбинации.
  2. Одна из разновидностей игры в пирамиду, когда очки за правильно положенные подряд шары увеличиваются соответственно порядковому счёту ударов, то есть, за первый положенный шар — в одинарном размере, за второй — в двойном, за третий — в тройном и т. д.
- Выход (в русском бильярде — выставка) (общ.) — удар, в результате которого биток откатывается («выходит») к месту, откуда игрок предполагает сыграть следующий шар.
- Восьмёрка (англ. 8-ball, eight-ball) — разновидность игры в пул с битком и 15 прицельными шарами, в которой побеждает тот игрок, который без фола первым забьёт шар под номером 8.

### Г
- Губа́ (общ., кроме карамболя и его разновидностей) — скошенная часть упругого борта, расположенная в створе лузы.

### Д
- Дабл-кисс (англ. double kiss) (в снукере и пуле) — двойное взаимное столкновение прицельного шара и битка.
- Дать на запись — дать фору сыгранными шарами или очками, которые передаются получающему фору игроку по мере кладки шаров или набора очков.
- Дать с бильярда — когда игрок, дающий фору, после разбивки пирамиды снимает шары с бильярда согласно установленной форе и отдаёт их получающему фору.
- Девятка[англ.] или Пул девятка (англ. 9-ball, nine-ball) — разновидность пула с битком и 9 прицельными шарами, в которой побеждает игрок, без фола первый забивший шар с номером 9.
- Десятка[англ.] или Пул десятка (англ. 10-ball, ten-ball) — разновидность пула с битком и 10 прицельными шарами. Главное отличие от игры в девятку, помимо дополнительного шара, это обязательный заказ шаров, то есть случайно упавшие шары (дураки) выставляются обратно на стол.
- Джамп (англ. jump) — (в пуле) техника нанесения удара, при которой биток взлетает в воздух. Используется для обхода масок.
- Джампер (англ. jumper) — (в пуле) короткий кий для удара техникой джамп.
- Динамичная пирамида (неформальное название — невская пирамида) — одна из официальных дисциплин пирамиды (русского бильярда).
- Дом (в русском бильярде и некоторых других разновидностях) — площадь на игровом столе (занимает 1/4 от всей поверхности стола), откуда может выполняться игра с руки.
- Дупле́т (общ.) — удар, при котором прицельный шар сначала ударяется в борт, а затем идёт в сторону лузы.
- Дуэт — в русском бильярде — попадание битка и чужого в лузы/лузу, в пуле — когда биток забивает два нужных шара.
- «Дурак» (в русском бильярде и пуле; в снукере — флюк, он же дурняк) — случайное попадание шара в лузу.

### Ж
- Жёлтая луза (в снукере) — условное понятие, которое внедрилось в снукер с 80-х годов. Означает дальнюю левую лузу.

### З
- Зелёная луза (в снукере) — условное понятие, которое внедрилось в снукер с 1980-х годов. Означает дальнюю правую лузу.
- Зайцы (в русском бильярде) — два прицельных шара, расположенные вплотную друг к другу (см. Плант).

### И
- Игра с руки (общ.) — право одного из игроков выполнить удар из любого места (в некоторых видах бильярда — из специально отведённых для этого зон).

### К
- Кайса (фин. Kaisa), так же кайза или каролина — разновидность бильярда, распространённая в Финляндии.
- Камбэ́к (англ. comeback — возвращение) — ситуация, при которой игрок, значительно отстающий в счёте, сравнивает его или выигрывает матч в целом.
- Карамбо́ль
  1. Вид бильярдной игры, насчитывающий около десяти разновидностей, общим для которых является использование трех шаров диаметром 60 мм, окрашенных или размеченных точками, и стола без луз длиной 10 футов, иногда к ним добавляется 5 деревянных фишек (миниатюрных кеглей) выставляемых в центре стола.
  2. Разновидность удара, который наносится по шару-мишени рикошетом от одного шара или группы шаров.
- Кий (общ.) — бильярдная принадлежность, предназначенная для нанесения ударов по битку. Кии для русского бильярда, пула и снукера различаются по размерам, материалам и весу. В пуле, помимо игрового кия, используются кий для разбоя и джампер.
- Кикс (англ. kicks) (общ.) — удар, при котором наклейка кия проскальзывает по поверхности битка.
- Китайская восьмёрка или китайский пул, китайский бильярд — разновидность лузного бильярда, распространённая в Китае[2][3].
- Кла́дка — попадание шара в лузу; другое значение — умение игрока забивать шары.
- Клапшто́с (нем. klapp stoß) — удар, при котором биток после соударения с прицельным шаром остается на месте.
- Классическая пирамида — одна из официальных дисциплин пирамиды (русского бильярда).
- Кла́стер (общ.) — скопление двух и более шаров, расположенных очень близко один к одному.
- Кли́ренс (англ. clearance) (преимущественно в снукере; в русском бильярде — зачистка стола) — забивание всех оставшихся прицельных шаров в лузы в течение одной серии.
  - То́тал кли́ренс (англ. total clearance) (в снукере) — забивание всех (от первого до последнего) прицельных шаров в лузы в течение одной серии.
- Колле́ (от французского слова «colle» — приклеенный) — шар, стоящий плотно у борта.
- Комбинированная пирамида — одна из официальных дисциплин пирамиды (русского бильярда).
- Контрту́ш (в русском бильярде) или дабл-кисс — повторный удар по битку отражённого от борта или других шаров прицельного шара.
- Кросс-дабл (англ. cross double) (в русском бильярде — круазе, или круазе-оборотный) — разновидность дуплета, при котором свой шар (биток) пересекает линию падения шара, играемого от борта.
- Кью́инг (англ. сueing) — выполнении удара, владение (работа) кием.
- Кэ́ннон (англ. cannon) (в снукере) — непредвиденное либо намеренное столкновение битка с другими шарами.

### Л
- Лу́за (общ., кроме карамболя и его разновидностей) — специальное отверстие на игровом столе, куда забиваются шары.

### М
- Маз или мазик (от итал. mazza, буквально палка) — предмет бильярдного инвентаря, бильярдный кий особого устройства или особое приспособление, надеваемое на конец кия, для придания ему устойчивости и облегчения игры. Мазиком ударяют вместо кия по битку. В современном бильярде не применяется[4][5][6].
- Максимальный брейк или максимум (в снукере) — максимально возможная (в рамках правил) серия одного из игроков.
- Ма́ска (в пуле) — позиция на игровом столе, когда биток закрыт от прицельного шара другим шаром и не может пройти к нему по прямой траектории[7].
- Массэ́ (общ.) — удар (как правило с сильным боковым верхним вращением), который наносится по вертикали сверху вниз в верхнюю боковую половину шара, обращённую от играющего, в результате чего шар катится по дуге. Один из самых технически сложных ударов. Используется в карамбольном и артистическом бильярде.
- Маши́нка (общ., также встречаются названия рест (в снукере) или прост. «Тёща» в русском бильярде) — специальное приспособление, используемое в качестве дополнительной опоры для кия при нанесении удара.
- Мелок (общ.) — специальное приспособление, которым натирают наклейку кия перед ударом. Предотвращает соскальзывание кия с битка при ударе (кикс).
- Мисс (англ. miss) (в снукере) — удар, при котором биток не попадает в прицельный шар.
- Московская пирамида — наиболее популярная из неофициальных дисциплин пирамиды (русского бильярда).

### Н
- Нажим — удар, когда играющий, приложив конец кия к битку, стоящему вплотную к другому шару у лузы и постепенно нажимая на него в нужном направлении, в результате вынуждая последний упасть в лузу. Запрещённый в бильярде удар.
- Нака́т (общ.) — удар выше центра битка, в результате которого биток, после соударения с прицельным шаром, продолжает двигаться вперёд дальше.
- Наклейка (или набойка) (общ.) — приклеенный к торцу передней части кия кружок специально обработанной кожи, который непосредственно соприкасается с битком при выполнении ударов. Могут различаться по степени жесткости на мягкие, средние и жесткие. На джамперах и киях для разбоя в пуле используются текстолитовые наклейки.

### О
- Оття́жка (общ.) — удар ниже центра шара, в результате которого биток, чаще всего после соударения с прицельным шаром, откатывается назад.
- О́тыгрыш (или позицио́нный удар) (общ., кроме карамболя и его разновидностей) — удар с целью увода шара, чаще всего битка, в сложное для соперника положение. Также: при игре в пул-8 и в стрейт-пул (разновидности пула) — предусмотренная правилами ситуация, когда игрок, выполняющий очередной удар, предварительно объявляет о том, что он намерен передать совершение следующего удара своему противнику, вне зависимости от результата исполняемого своего удара (попадания или непопадания объявленного шара в лузу). Объявление Отыгрыш или Safe должно производиться вслух, до удара, так чтобы противник и судья его услышали и однозначно поняли.
- Очередной шар (в снукере и некоторых разновидностях пула) — шар, который можно без нарушения правил ударить первым касанием битка или сыграть в лузу.

### П
- Партия (общ.) или фрейм (в снукере) — временной отрезок в матче, который начинается с начального удара и заканчивается, как правило, забитием победного для одного из игроков шара, либо окончанием победной серии, либо признанием одного из игроков своего поражения.
- Пачекот — разновидность карамбольной игры с кеглями.
- Патовая ситуация (в снукере) — ситуация, при которой дальнейшее развитие фрейма крайне затруднительно или практически невозможно. В этом случае назначается переигровка фрейма, а все результаты недоигранной партии аннулируются.
- Переигровка в чёрном (англ. re-spot black) (в снукере) — ситуация, при которой после забития последнего шара счёт во фрейме становится равным. В этом случае чёрный шар выставляется на свою отметку, а затем проводится жребий, по результатам которого один из игроков получает право первого удара. Тот, кто забьёт чёрный, выигрывает фрейм.
- Перескок (общ.) или джамп (англ. jump) в снукере и пуле) — удар, при котором биток перескакивает маскирующий шар. В пуле выполняется укороченным кием — джампером.
- Перчатка (общ.) — специальная перчатка для бильярда, надеваемая на левую руку (у левшей на правую). Используется для лучшего и более стабильного скольжения кия по руке. Как правило, имеет три «пальца» (большой, указательный и средний), обрезанных в районе первой фаланги.
- Пирамида (общ., кроме карамболя и его разновидностей) — начальная расстановка прицельных шаров в форме равностороннего треугольника. (Прим. В некоторых видах бильярда — например, в Пуле-9 пирамида из 9 шаров расставляется в виде ромба).
  - Пирами́да — официальное название вида бильярдных игр, ранее известных как «Русский бильярд» («Американка», «Сибирка», «Невская», «71 очко» и др., всего около 20 разновидностей). Общим для них является использование комплекта из 15 пронумерованных белых и одного цветного шара диаметром 68 мм и стола длиной 12 футов с узкими лузами, практически не имеющими закруглений. Название Пирамида взамен названия Русский бильярд введено для соответствия международным принципам именования спортивных игр, согласно которым не следует использовать национальные или географические корни. По этой же причине пул официально прекратили называть американским пулом.
- Плант (англ. plant) (снукер. Для пула и пирамиды, применяются соотв. термины пара и зайцы) — общее наименование для двух вариантов ситуации, когда игра идет по паре плотно прижатых друг к другу шаров. В зависимости от того какая из линий, «линия центров» (соединяющая центры шаров пары) или «линия общей касательной» (перпендикуляр к линии центров, проведенный через точку соприкосновения шаров пары), ведет в лузу — сыгрывание намеченного шара производится либо путём удара в другой шар, стоящий в плотной паре с шаром, направляемым в лузу, либо ударом по намеченному шару, в расчете на особую траекторию его отскока от подпирающего шара, стоящего вторым в паре. В первом случае намеченный шар пойдет по линии центров, во втором — по линии общей касательной[8]. При этом действуют дополнительные эффекты: 1) прямого отброса за счет трения в паре, 2) отброса свинчиванием, и 3) небольшого наката прицельного шара за счет передачи вращения от битка, если он был пущен с сильной оттяжкой. Проявляясь особенно заметно на потертых или грязных шарах, эти эффекты позволяют игроку (за счет добавления винтов, оттяжки и выбора точки соударения) слегка корректировать результирующее направление шара, играемого из планта. Благодаря указанным эффектам даже в случае не совсем точного следования в лузу линии центров или общей касательной, намеченный шар может быть направлен в лузу.
- Подбо́й (общ.) — ситуация, при которой после выполнения удара по прицельному шару биток или какой-либо другой шар производит удар по неудобно стоящему шару или группе шаров (кластер, остатки неразбитой пирамиды), с целью перемещения их в более удобное положение.
- Прице́льный шар (общ.) — шар, по которому выполняется удар битком.
- Промах[9] (англ. miss) (в снукере и пуле) — удар, при котором биток не попадает первым касанием по очередному шару.
- Про́пих (общ.) — ситуация, когда игрок нанёс более одного удара кием по битку при выполнении одного конкретного удара, либо ситуация, в которой происходит одновременное касание кия, битка и прицельного шара.
- Пул (англ. pool) — разновидность бильярдной игры.
- Пуш-аут (англ. push-out) (в пуле-9) — предусмотренная правилами Пула-9 ситуация, когда игрок, имеющий право выполнить первый удар игры (то есть удар непосредственно после произведенной разбивки шаров), намерен переместить биток или другие шары в новое положение и предоставить противнику право выбора варианта продолжения игры. Противник после правильно выполненного пуша имеет возможность продолжить игру сам (принять пуш), или вернуть право очередного удара игроку, выполнившему пуш (отказаться от пуша). Пуш следует объявлять до выполнения удара. Пуш введен в правила Пула-9 в целях полного выравнивания шансов игроков в самом начале партии.

### Р
- Разбо́й (общ.) — начальный удар в партии, производится битком по шарам, стоящим в пирамиде; иногда употребляется термин «разбивка». В пуле может выполняться специальным кием.
- Ре-рэк (англ. re-rack) (в снукере) — переигровка фрейма (например, в случае возникновения патовой ситуации в игре).
- Ре́зка (общ.) — угол, под которым биток ударяется в прицельный шар.
- Результативный удар (общ.) — удар, завершающийся падением шара в лузу (в карамболе — соответствующий правилам игры по количеству касаний бортов и шаров), после которого игрок имеет право на продолжение игры.
- Рест (англ. rest) (в снукере) — приспособление для установки кия (применяется в случае, если игра с руки невозможна или крайне затруднительна). Ресты бывают разных видов (например, спайдер-рест, рест «лебединая шейка» и т. д.)[10].
- Розыгрыш (общ.) — процедура определения очерёдности участников игры.
- Русский бильярд — разновидность лузного бильярда (см. Пирамида)

### С
- Свободная пирамида — одна из официальных дисциплин пирамиды (русского бильярда).
- Свободный шар (англ. Free ball) (в снукере) — ситуация, при которой игрок, в результате неудачной попытки выхода из снукера другого игрока, не может ударить по определённому прицельному шару. В этом случае игрок имеет право заказать любой другой прицельный шар (по цене красного) с последующим забитием цветного.
- Свой (прост. свояк) (в русском бильярде) — биток, шар, по которому игрок наносит удар кием.
- Свояк (в пирамиде) — удар, целью которого является направить в лузу биток. В правилах различных пирамидных игр по-разному определяется возможность выполнения и результат такого удара. Например в Пирамиде Классической (71 очко) он приводит к фолу, в Пирамиде Свободной (Американка) он ничем не отличается от других ударов, в Пирамиде Динамичной и Пирамиде Комбинации (Невская и Сибирка соответственно) продолжение игры после результативного свояка и результативного «чужого» различается.
- Сектор D (в снукере) — специально помеченная зона на игровом столе, откуда игрок выполняет разбой или удар с руки.
- Сет (англ. set) (в карамболе) — временной отрезок в матче, по своему значению практически аналогичен понятию «партия».
- Сенчури-брейк (англ. Century break) (в снукере) — серия игрока в 100 и более очков.
- Серия (общ.) — последовательность результативных атакующих ударов одного из игроков (в карамболе у этого термина несколько другой смысл[какой?]).
- Сну́кер —
  1. Разновидность бильярдной лузной игры. Наиболее распространена в Великобритании.
  2. Позиция на игровом столе, когда биток закрыт от прицельного шара другим шаром и не может пройти к нему по прямой траектории с обеих сторон[7].
- Соприкасающийся шар[9] (англ. touching ball) (в снукере) — ситуация, когда биток стоит вместе с другим шаром, соприкасаясь с ним.
- Спайдер также спайдер-рест (англ. spider rest) (в снукере) — приспособление для установки кия. См. рест.
- Стрейт-пул или 14+1 — разновидность пула с битком и 15 прицельными шарами, которые можно забивать в любом порядке. Когда на столе остаётся биток и один прицельный шар, пирамида из 14 шаров (без «верхнего») выставляется на стол и игра продолжается. Побеждает тот игрок, который первым забьёт необходимое количество шаров (например, 125).
- Сплит
  1. Также сплит-шот (англ. split shot) или сплит-хит (англ. split hit) — удар, при котором на глаз трудно определить, какого из близко стоящих прицельных шаров биток коснулся первым. Обычно в турнирных правилах считается фолом, в любительских результативным ударом.
  2. В пуле удар, посылающий два или более соприкасающихся шара в разные направления.
  3. В снукере удар, при котором биток отправляется в скопление красных шаров для их разбития.

### Т
- Тачин бол (англ. touching ball — соприкасающийся шар) (в снукере) — ситуация, когда биток стоит вместе с другим шаром, соприкасаясь с ним.
- Тёща (в русском бильярде) — то же, что «рест» в снукере. Приспособление для установки кия (применяется в случае, если игра с руки невозможна или крайне затруднительна).
- Тип (англ. tip) (в снукере) — наклейка на кий.
- Трик-шот (англ. trick shot) (общ.) — «трюковой» удар.
- Трио — удар в русском бильярде, когда биток направляет в одну лузу два близко стоящих шара и отражается в другую лузу.
- Триплет — удар, при котором играемый шар сперва отразится от двух бортов а затем направляется в лузу.
- Турняк или турник — толстая часть кия.
- Туш (фр. touche) (в русском бильярде) — касание шара на столе кием, рукой, машинкой, засчитываемое как удар.

### У
- Удлинитель (англ. extension)[11] (общ.) — механическое приспособление, служащее для увеличения длины кия, надеваемое на его заднюю часть.

### Ф
- Фол (англ. foul) или штраф — любое нарушение игровых правил со стороны участников. В снукере после того, как одному из игроков назначается штраф, его сопернику начисляются дополнительные очки (в зависимости от вида нарушения — от 4 до 7), право выбора удара также переходит к нему.
- Фора — договорённость об изначальном преимуществе в количестве шаров, очков, ударов и т. п.
- Флюк (англ. fluke), фукс или прост. «дурак» — случайное попадание шара в лузу. В зависимости от вида игры дурак может считаться как результативным (Пул-9, Пирамида Свободная (Американка)), так и нерезультативным ударом (Пул-8, Пул-10, Пул-14.1, Пирамида Классическая). В некоторых случаях это является фолом, например, когда при игре в снукер при очередном ударе по красному в лузу дураком падает цветной, или когда в Пуле-8 дураком падает шар № 8 (чёрный).
- Француз (в русском бильярде) — свояк, забитый на винте медленным подкатом вдоль борта от стоящего на нём шара.
- Фрейм (англ. frame) (в снукере) — см. партия.
- Фрейм-бол (англ. frame ball) (преимущественно в снукере) — шар, при забитии которого на столе остается такое количество шаров, максимальная сумма очков которых не достаточна для победы игроку в партии, то есть победа возможна через обязательную дополнительную постановку снукеров (см. п. 2 термина снукер) в которых соперник ошибается или соперник сам допускает ошибки и при этом игроку становится достаточно очков, полученных от штрафа (-ов) соперника для победы или ничейной партии.
- Фукс (нем. Fuchs лиса) (общ.) — в бильярдной игре случайно выигранный шар[12] «дурак» (прост.).

### Ч
- Чужой (в русском бильярде) — прицельный шар, по которому игрок наносит удар.

### Ш
- Шар (англ. ball) (общ.) — твёрдый шарообразный объект, используемый в бильярдных играх.
- Шафт (нем. schaft — рукоятка, стержень, хвостовик) — верхняя, более тонкая, часть кия.
- Шесть красных (англ. six-red snooker, six-reds, 6-red, super 6s) — укороченная разновидность снукера, в которой в начальной позиций вместо 15 используется только 6 красных шаров.
- Штаны (в русской пирамиде или американке) —  намеренное попадание одним ударом без рикошета прицельного шара и битка в разные лузы.
- Штраф или фол (общ.) — нарушение правил игроком в ходе игры. При объявлении штрафа право удара, как правило, передаётся сопернику.

### Э
- Эксте́ншн (англ. extension) (преимущественно в пуле и снукере)

1. В турнире, где игроки имеют ограниченное время на удар (обычно турниры, транслируемые по телевидению), дополнительное время, предоставленное для принятия решения об ударе. Игроки имеют ограниченное количество экстеншн в каждом фрейме.
2. Механическое приспособление — удлинитель, служащее для увеличения длины кия игрока, обычно прикрепляемое к концу рукояти, либо ввинчивания в основание. Хотя расширения используются для игры в пул, в снукере они более распространены из-за значительно большего размера стола. Есть два типа удлинителей, которые на английском языке называются Half- или Mini-butt и Full- или Long-butt[13]. Оба удлинителя можно прикрепить к кию одновременно. Существуют телескопические удлинители, которые используют один вместо двух. Их можно выдвинуть на необходимую длину в минимальном размере Half-butt, а в максимальном Full-butt[14].

- Эффе — «кручёный удар» или удар с вращением, общее название ударов, при которых шар при поступательном движении ещё и вращается.

| 0—9 А Б В Г Д Е Ё Ж З И К Л М Н О П Р С Т У Ф Х Ц Ч Ш Щ Э Ю Я |